# Ulf Timmermann
Ulf Timmermann, född 1 november 1962 i Östberlin i dåvarande DDR, är en östtysk/tysk friidrottare (kulstötare). Timmermann noterade flera världsrekord under 1980-talet i kulstötning. Det första världsrekord Timmermann noterade var 22,62 meter 1985. Timmermanns längsta stöt noterade han i grekiska Chania 22 maj 1988 då han nådde 23,06 meter. Detta var världens första stöt över 23 meter och utgör än idag europarekord. Det var även världsrekord fram till 20 maj 1990, då den senare för dopning avstängde amerikanen Randy Barnes blev andre man i världen att stöta över 23 meter med sina 23,12 meter.
Vidare är Timmermann europarekordinnehavare inomhus med sina 22,55 meter, noterat i Senftenberg i dåvarande Östtyskland, numer i Brandenburg, 11 februari 1989.

## Teknik
Till skillnad från Barnes använde sig Timmermann av den så kallade glidtekniken (medan Barnes använde sig av rotationstekniken), varför Timmermann än idag är den kulstötare som stött längst med denna teknik. Sammantaget stötte Timmermann över 22 meter vid 16 tillfällen, en prestation ingen annan klarat av.

## Olympiska spel
Timmermann blev olympisk mästare 1988 i Seoul tävlande för DDR. Segerstöten mätte 22,47 meter. Övriga medaljörer var Randy Barnes (USA, 22,39) och Werner Günthör (Schweiz, 21,99). Timmermann noterade nytt olympiskt rekord med 22,02 meter i den första finalomgången. Östtysken förbättrade sedan rekordet till 22,16 meter (i tredje omgången) och till 22,29 meter (i den femte omgången). I sjätte och sista omgången fick plötsligt amerikanen Randy Barnes till en praktstöt med 22,39 meter (mer än en meter längre än hans näst längsta stöt). Barnes övertog därmed både ledningen i tävlingen och det olympiska rekordet. Timmermann svarade då för en fenomenal kontring; hans sista stöt mätte 22,47 meter, varpå han återtog det olympiska rekordet och vann guldmedaljen.
Fyra år senare misslyckades Timmermann försvara sin titel då han slutade på femte plats i Barcelona (amerikanen Mike Stulce vann).

## Världsmästerskap
1983 tog Timmermann silver vid VM i Helsingfors med en stöt på 21,16 meter (vinnaren Edward Sanul från Polen stötte 21,39 meter). Inomhus tog han VM-guld 1987 i Indianapolis (22,24 meter) och 1989 i Budapest (21,75 meter).

## Europamästerskap
År 1990 blev Timmermann europamästare i Split efter en stöt på 21,31 meter. Vid europamästerskapen i västtyska Stuttgart 1986 vann Timmermann silvermedaljen efter en stöt på 21,84 meter, endast slagen av schweizaren Werner Günthör (22,22 meter). 
Inomhus tog han silver 1985 i Aten (21,44 meter, slagen av Remigius Machura från Tjeckoslovakien (21,74 meter), guld 1987 i Lievin (22,19 meter), guld 1989 i Haag (21,68 meter) och silver 1990 i Glasgow (20,43 meter, slagen av Klaus Bodenmüller från Österrike (21,03 meter).